# Municipio de Couch
El municipio de Couch (en inglés: Couch Township) es un municipio ubicado en el condado de Oregon en el estado estadounidense de Misuri. En el año 2010 tenía una población de 426 habitantes y una densidad poblacional de 3,6 personas por km².

## Geografía
El municipio de Couch se encuentra ubicado en las coordenadas 36°34′59″N 91°22′52″O / 36.58306, -91.38111. Según la Oficina del Censo de los Estados Unidos, el municipio tiene una superficie total de 118.18 km², de la cual 118,1 km² corresponden a tierra firme y (0,06 %) 0,07 km² es agua.

## Demografía
Según el censo de 2010, había 426 personas residiendo en el municipio de Couch. La densidad de población era de 3,6 hab./km². De los 426 habitantes, el municipio de Couch estaba compuesto por el 97,65 % blancos, el 0,23 % eran afroamericanos, el 0,47 % eran amerindios, el 0,23 % eran asiáticos, el 0,23 % eran isleños del Pacífico y el 1,17 % eran de una mezcla de razas. Del total de la población el 0,7 % eran hispanos o latinos de cualquier raza.